# Nikki Haley
Nimrata Nikki Randhawa Haley (Bamberg, Carolina del Sud, 20 de gener de 1972) és una política estatunidenca del Partit Republicà, ambaixadora dels Estats Units davant les Nacions Unides des del 25 de gener de 2017. Governadora de Carolina del Sud entre gener de 2011 i gener de 2017, va ser la primera dona a ocupar el càrrec en aquest estat. El 4 de novembre de 2014, Haley va ser reelegida per a un segon mandat. El 23 de novembre de 2016, el president electe, Donald Trump, va anunciar la intenció de nomenar Haley per al càrrec d'ambaixadora davant les Nacions Unides. La seva nominació va ser aprovada pel Senat dels Estats Units el 24 de gener de 2017.

## Primers anys de vida, educació i carrera empresarial
Haley va néixer amb el nom de Nimrata Nikki Randhawa a Bamberg, Carolina del Sud, el 20 de gener de 1972. Els seus pares, Ajit Singh Randhawa i Raj Kaur Randhawa, són immigrants originaris d'Amritsar, a l'Índia. Té dos germans, Mitti i Charan, i una germana, Simran, nascuda a Singapur. Haley es va graduar a l'Escola Preparatòria d'Orangeburg i a la Universitat Clemson amb una llicenciatura en Ciències de la Comptabilitat. Va treballar per a FCR Corporation, una empresa de gestió de residus i reciclatge, abans d'entrar a la companyia de la seva mare, Exotica International, una empresa de roba de luxe, el 1994. L'empresa familiar va créixer fins a convertir-se en una companyia multimilionària.

## Governadora de Carolina del Sud i ambaixadora davant les Nacions Unides
Governadora de Carolina del Sud entre gener de 2011 amb el suport del Tea Party de Sarah Palin, va ser la primera dona a ocupar el càrrec en aquest estat. El 4 de novembre del 2014, Haley va ser reelegida per a un segon mandat fins al gener de 2017, quan fou nomenada ambaixadora davant les Nacions Unides pel Senat dels Estats Units el 24 de gener de 2017 després que el 23 de novembre de 2016, el president Donald Trump anunciés la intenció de nomenar-la per al càrrec, en el qual estigué fins al 31 desembre 2018. Haley va deixar el càrrec el desembre de 2018 i es va incorporar al consell d'administració de Boeing, però va dimitir l'any següent, oposant-se a la decisió de la companyia de demanar un rescat del govern federal durant la pandèmia de COVID-19.

## Precandidatura a la presidència el 2024
El 2023 es va proposar com a candidat a la presidència, i als caucus d'Iowa del 15 de gener, Donald Trump va aconseguir una victòria contundent, amb Ron DeSantis superant per poc a Nikki Haley pel segon lloc i Vivek Ramaswamy en un llunyà quart. Després dels caucus d'Iowa, Ramaswamy i DeSantis van abandonar la carrera i van donar suport a Trump. Després de les aclaparadores victòries del superdimarts, Haley va suspendre la seva campanya el 6 de març, després d'haver guanyat només Vermont i el Districte de Columbia i Trump va quedar com a únic candidat.